# Гуфи
Гуфи (на английски: Goofy) е рисуван герой на куче, създаден от Арт Бабит. Той е верен приятел на рисувания мишок Мики Маус. Заедно с Доналд Дък Гуфи е една от първите комикс-фигури на Уолт Дисни. Във всички по-стари филми Гуфи е озвучаван от Пинто Колвиг. Гуфи е приятелски настроен и верен, но често си пати заради своята наивност и несръчност. Освен че е известен от комиксите и анимационните филми, Гуфи се появява и на множество пощенски марки в Албания и Малдивите. В българския дублаж на Александра Аудио е озвучен от Веселин Ранков, в сериала „Клуб Маус“ е озвучен от Пламен Захов. Георги Спасов дава гласа на този герой в „Приключения с Мики Маус“ и „Посмейте се“.